# مدار ۵۴ درجه شمالی
مدار ۵۴ درجه شمالی، دایره‌ای از عرض جغرافیایی است که در ۵۴ درجهٔ شمالی خط استوا  قرار دارد.

## گذر از مناطق
از نصف‌النهار مبدأ (در دریای شمال southeast of بریدلینگتون, ریدینگ شرقی یورکشایر, انگلستان) شروع می‌شود و به سمت مشرق ۵۴ درجه شمالی از موارد زیر گذر می‌کند:
| مختصات‌ها                                             | کشور، قلمرو یا دریا | توضیحات |
| ---------------------------------------------------- | ------------------- | --- |
| ۵۴°۰′ شمالی ۰°۰′ شرقی / ۵۴٫۰۰۰°شمالی ۰٫۰۰۰°شرقی      | دریای شمال          | |
| ۵۴°۰′ شمالی ۸°۵۲′ شرقی / ۵۴٫۰۰۰°شمالی ۸٫۸۶۷°شرقی     | آلمان               | |
| ۵۴°۰′ شمالی ۱۰°۴۷′ شرقی / ۵۴٫۰۰۰°شمالی ۱۰٫۷۸۳°شرقی   | دریای بالتیک        | Bay of Lübeck |
| ۵۴°۰′ شمالی ۱۱°۱′ شرقی / ۵۴٫۰۰۰°شمالی ۱۱٫۰۱۷°شرقی    | آلمان               | |
| ۵۴°۰′ شمالی ۱۱°۱۲′ شرقی / ۵۴٫۰۰۰°شمالی ۱۱٫۲۰۰°شرقی   | دریای بالتیک        | Bay of Wismar |
| ۵۴°۰′ شمالی ۱۱°۲۳′ شرقی / ۵۴٫۰۰۰°شمالی ۱۱٫۳۸۳°شرقی   | آلمان               | جزیرهٔ Poel, mainland, and جزیرهٔ یوزدوم |
| ۵۴°۰′ شمالی ۱۴°۶′ شرقی / ۵۴٫۰۰۰°شمالی ۱۴٫۱۰۰°شرقی    | دریای بالتیک        | |
| ۵۴°۰′ شمالی ۱۴°۳۸′ شرقی / ۵۴٫۰۰۰°شمالی ۱۴٫۶۳۳°شرقی   | لهستان              | جزیرهٔ Wolin, and mainland |
| ۵۴°۰′ شمالی ۲۳°۲۹′ شرقی / ۵۴٫۰۰۰°شمالی ۲۳٫۴۸۳°شرقی   | لیتوانی             | |
| ۵۴°۰′ شمالی ۲۴°۳۶′ شرقی / ۵۴٫۰۰۰°شمالی ۲۴٫۶۰۰°شرقی   | بلاروس              | حدود 7 km |
| ۵۴°۰′ شمالی ۲۴°۴۳′ شرقی / ۵۴٫۰۰۰°شمالی ۲۴٫۷۱۷°شرقی   | لیتوانی             | حدود 8 km |
| ۵۴°۰′ شمالی ۲۴°۵۰′ شرقی / ۵۴٫۰۰۰°شمالی ۲۴٫۸۳۳°شرقی   | بلاروس              | گذرکردن از شمال مینسک |
| ۵۴°۰′ شمالی ۳۱°۵۲′ شرقی / ۵۴٫۰۰۰°شمالی ۳۱٫۸۶۷°شرقی   | روسیه               | |
| ۵۴°۰′ شمالی ۶۱°۱۵′ شرقی / ۵۴٫۰۰۰°شمالی ۶۱٫۲۵۰°شرقی   | قزاقستان            | |
| ۵۴°۰′ شمالی ۶۱°۳۴′ شرقی / ۵۴٫۰۰۰°شمالی ۶۱٫۵۶۷°شرقی   | روسیه               | حدود 5 km |
| ۵۴°۰′ شمالی ۶۱°۳۹′ شرقی / ۵۴٫۰۰۰°شمالی ۶۱٫۶۵۰°شرقی   | قزاقستان            | حدود 7 km |
| ۵۴°۰′ شمالی ۶۱°۴۶′ شرقی / ۵۴٫۰۰۰°شمالی ۶۱٫۷۶۷°شرقی   | روسیه               | حدود 4 km |
| ۵۴°۰′ شمالی ۶۱°۴۹′ شرقی / ۵۴٫۰۰۰°شمالی ۶۱٫۸۱۷°شرقی   | قزاقستان            | حدود 6 km |
| ۵۴°۰′ شمالی ۶۱°۵۴′ شرقی / ۵۴٫۰۰۰°شمالی ۶۱٫۹۰۰°شرقی   | روسیه               | حدود 8 km |
| ۵۴°۰′ شمالی ۶۲°۱′ شرقی / ۵۴٫۰۰۰°شمالی ۶۲٫۰۱۷°شرقی    | قزاقستان            | |
| ۵۴°۰′ شمالی ۶۲°۲۵′ شرقی / ۵۴٫۰۰۰°شمالی ۶۲٫۴۱۷°شرقی   | روسیه               | حدود 14 km |
| ۵۴°۰′ شمالی ۶۲°۳۸′ شرقی / ۵۴٫۰۰۰°شمالی ۶۲٫۶۳۳°شرقی   | قزاقستان            | |
| ۵۴°۰′ شمالی ۷۲°۲۴′ شرقی / ۵۴٫۰۰۰°شمالی ۷۲٫۴۰۰°شرقی   | روسیه               | حدود 19 km |
| ۵۴°۰′ شمالی ۷۲°۴۲′ شرقی / ۵۴٫۰۰۰°شمالی ۷۲٫۷۰۰°شرقی   | قزاقستان            | |
| ۵۴°۰′ شمالی ۷۳°۴′ شرقی / ۵۴٫۰۰۰°شمالی ۷۳٫۰۶۷°شرقی    | روسیه               | |
| ۵۴°۰′ شمالی ۷۳°۳۱′ شرقی / ۵۴٫۰۰۰°شمالی ۷۳٫۵۱۷°شرقی   | قزاقستان            | حدود 15 km |
| ۵۴°۰′ شمالی ۷۳°۴۴′ شرقی / ۵۴٫۰۰۰°شمالی ۷۳٫۷۳۳°شرقی   | روسیه               | |
| ۵۴°۰′ شمالی ۷۵°۲۹′ شرقی / ۵۴٫۰۰۰°شمالی ۷۵٫۴۸۳°شرقی   | قزاقستان            | |
| ۵۴°۰′ شمالی ۷۶°۳۲′ شرقی / ۵۴٫۰۰۰°شمالی ۷۶٫۵۳۳°شرقی   | روسیه               | Passing through دریاچه بایکال |
| ۵۴°۰′ شمالی ۱۳۷°۳۰′ شرقی / ۵۴٫۰۰۰°شمالی ۱۳۷٫۵۰۰°شرقی | دریای اختسک         | |
| ۵۴°۰′ شمالی ۱۳۸°۴۶′ شرقی / ۵۴٫۰۰۰°شمالی ۱۳۸٫۷۶۷°شرقی | روسیه               | |
| ۵۴°۰′ شمالی ۱۴۰°۱۲′ شرقی / ۵۴٫۰۰۰°شمالی ۱۴۰٫۲۰۰°شرقی | دریای اختسک         | ساخالین |
| ۵۴°۰′ شمالی ۱۴۲°۳۶′ شرقی / ۵۴٫۰۰۰°شمالی ۱۴۲٫۶۰۰°شرقی | روسیه               | جزیرهٔ ساخالین |
| ۵۴°۰′ شمالی ۱۴۲°۵۵′ شرقی / ۵۴٫۰۰۰°شمالی ۱۴۲٫۹۱۷°شرقی | دریای اختسک         | |
| ۵۴°۰′ شمالی ۱۵۵°۵۳′ شرقی / ۵۴٫۰۰۰°شمالی ۱۵۵٫۸۸۳°شرقی | روسیه               | شبه‌جزیره کامچاتکا |
| ۵۴°۰′ شمالی ۱۵۹°۵۶′ شرقی / ۵۴٫۰۰۰°شمالی ۱۵۹٫۹۳۳°شرقی | اقیانوس آرام        | |
| ۵۴°۰′ شمالی ۱۶۹°۳۰′ شرقی / ۵۴٫۰۰۰°شمالی ۱۶۹٫۵۰۰°شرقی | دریای برینگ         | |
| ۵۴°۰′ شمالی ۱۶۶°۴۷′ غربی / ۵۴٫۰۰۰°شمالی ۱۶۶٫۷۸۳°غربی | ایالات متحده آمریکا | آلاسکا - Unalaska Island |
| ۵۴°۰′ شمالی ۱۶۶°۲۱′ غربی / ۵۴٫۰۰۰°شمالی ۱۶۶٫۳۵۰°غربی | اقیانوس آرام        | خلیج آلاسکا - گذرکردن از شمال Unalga Island, و فقط جنوب Akutan Island, Rootok Island, Avatanak Island و Tigalda Island, آلاسکا, ایالات متحده آمریکا |
| ۵۴°۰′ شمالی ۱۳۳°۶′ غربی / ۵۴٫۰۰۰°شمالی ۱۳۳٫۱۰۰°غربی  | کانادا              | بریتیش کلمبیا - جزیره گراهام |
| ۵۴°۰′ شمالی ۱۳۱°۴۱′ غربی / ۵۴٫۰۰۰°شمالی ۱۳۱٫۶۸۳°غربی | Hecate Strait       | |
| ۵۴°۰′ شمالی ۱۳۰°۴۰′ غربی / ۵۴٫۰۰۰°شمالی ۱۳۰٫۶۶۷°غربی | کانادا              | بریتیش کلمبیا - Porcher Island, Kennedy Island and the mainland آلبرتا ساسکاچوان مانیتوبا انتاریو                                                   |
| ۵۴°۰′ شمالی ۸۲°۱۴′ غربی / ۵۴٫۰۰۰°شمالی ۸۲٫۲۳۳°غربی   | خلیج جیمز           | |
| ۵۴°۰′ شمالی ۷۸°۵۸′ غربی / ۵۴٫۰۰۰°شمالی ۷۸٫۹۶۷°غربی   | کانادا              | کبک نیوفاندلند و لابرادور |
| ۵۴°۰′ شمالی ۵۷°۱۶′ غربی / ۵۴٫۰۰۰°شمالی ۵۷٫۲۶۷°غربی   | اقیانوس اطلس        | |
| ۵۴°۰′ شمالی ۱۰°۱۲′ غربی / ۵۴٫۰۰۰°شمالی ۱۰٫۲۰۰°غربی   | جمهوری ایرلند       | Achill Island and mainland |
| ۵۴°۰′ شمالی ۶°۷′ غربی / ۵۴٫۰۰۰°شمالی ۶٫۱۱۷°غربی      | دریای ایرلند        | گذرکردن از جنوب جزیره من |
| ۵۴°۰′ شمالی ۲°۵۴′ غربی / ۵۴٫۰۰۰°شمالی ۲٫۹۰۰°غربی     | بریتانیا            | انگلستان |
| ۵۴°۰′ شمالی ۰°۱۳′ غربی / ۵۴٫۰۰۰°شمالی ۰٫۲۱۷°غربی     | دریای شمال          | |